# Język aramejski judeobabiloński

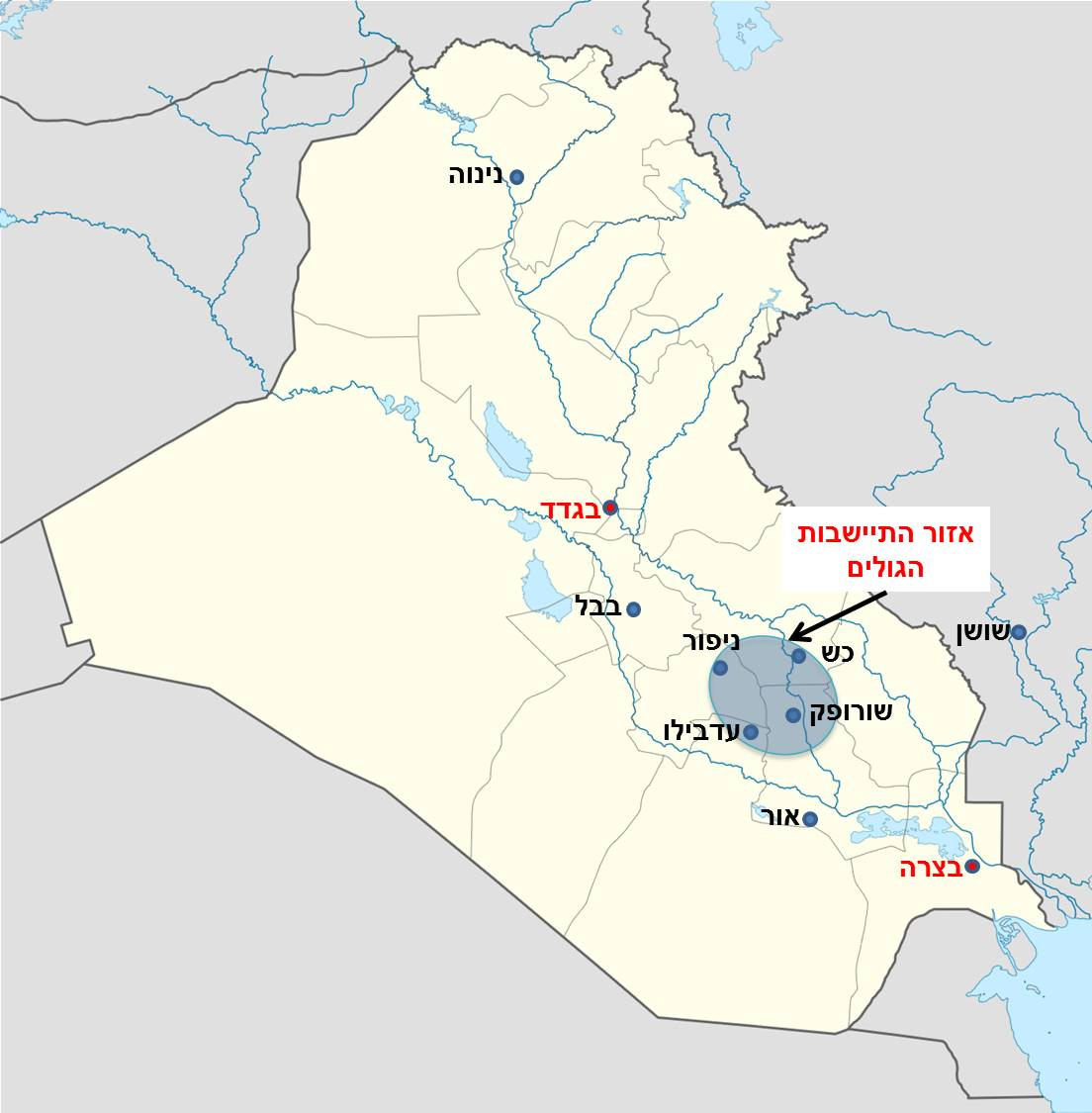
Już w VI-V wieku p.n.e. w Babilonii występowały skupiska Żydów, szczególnie silne były społeczności w Nehardei, Pumbedicie i Surze.

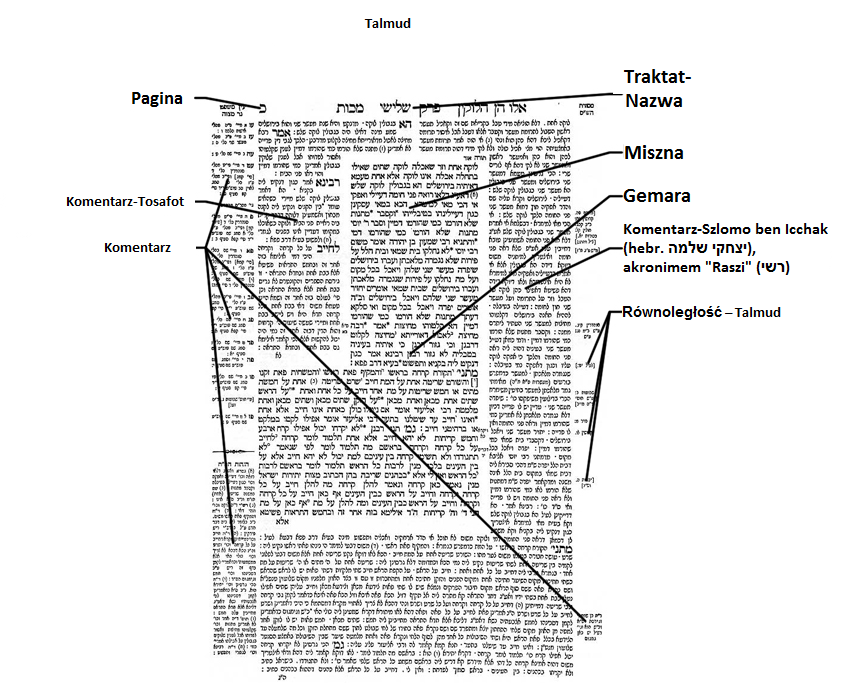
Talmud, Miszna, Gemara ...

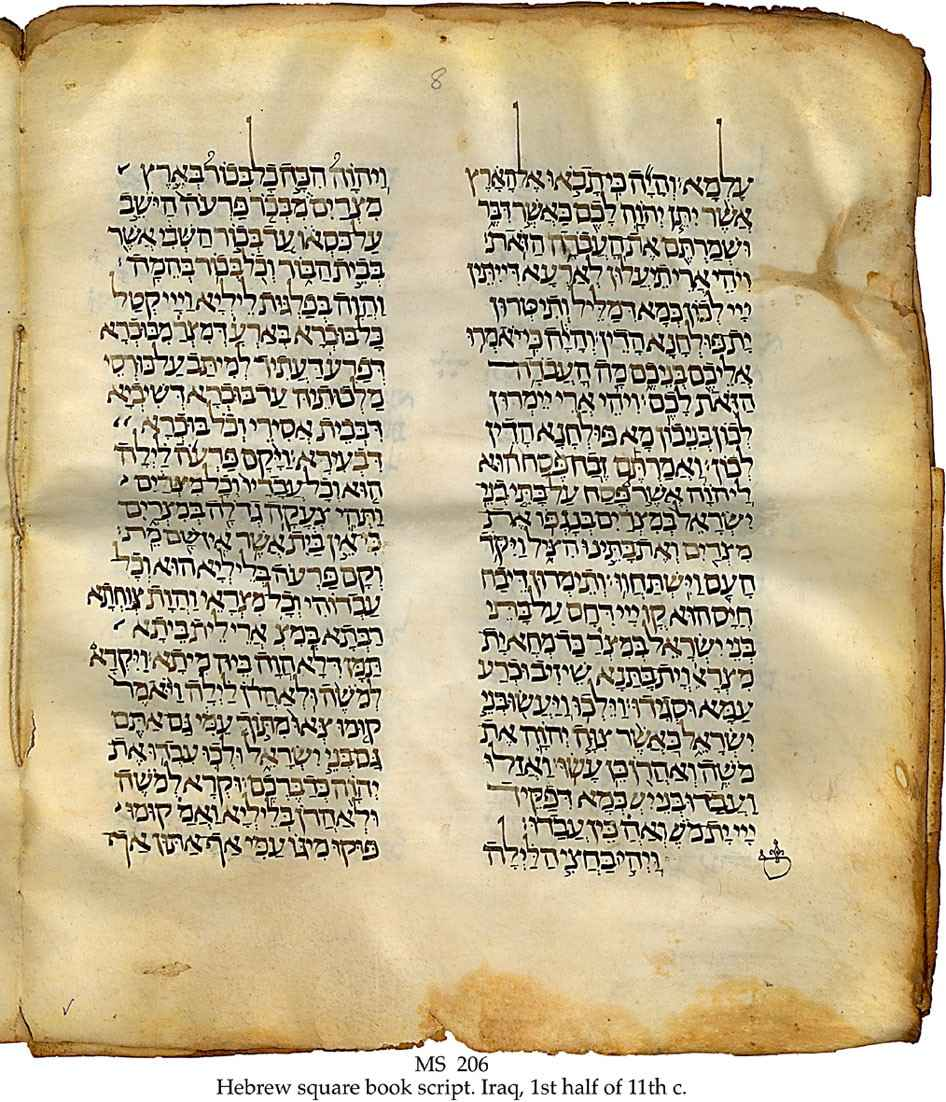
Targum

Język aramejski judeobabiloński (hebr. ‏ארמית בבלית‎, aramit bawlit) – jeden z dialektów języka późnoaramejskiego, wraz z literacką odmianą syryjskiego i mandejskim stanowiący wschodnią grupę dialektów tego języka.

## Klasyfikacja
judeobabiloński aramejski był blisko spokrewniony z innymi dialektami wschodnioaramejskimi, jak mandejski czy syryjski. Zachował się w źródłach pisanych, jednak oryginalna wymowa języka jest kwestią niepewną i sporną. Jej rekonstrukcję opracowano na podstawie tradycyjnej wymowy stosowanej przy czytaniu świętych tekstów przez Żydów jemeńskich , a także tradycji Żydów z Iraku, Syrii i Egiptu. Rekonstrukcja na podstawie jemeńskiej hebrajszczyzny jest uznawana przez część badaczy za błędną . Nie pomaga także znana współcześnie wokalizacja aramejskich tekstów wspólnych dla hebrajskiego, takich jak Tanach czy Sidur, bowiem dotyczy ona innego dialektu .
Talmudyczny aramejski został z czasem wyparty przez język arabski w codziennym użyciu, ale pozostał przez wiele stuleci językiem specjalistycznym, wykorzystywanym w sprawach sądowych i badaniach naukowych. Pełnił w społeczności Żydów babilońskich funkcję podobną, do tzw. Law French, czyli specyficznej odmiany francuskiego wykorzystywanej w średniowiecznej Anglii. Jako język wykorzystywany w sporach sądowych aramejski wzbogacił się o szereg specyficznych terminów i konstrukcji logicznych, z których część przedostała się także do innych języków i wpłynęła na współczesny hebrajski.

## Historia
Język aramejski judeobabiloński obejmuje język aramejski talmudyczny-babiloński (Talmudu Babilońskiego). Talmud Babiloński lub Talmud Babli ukończono na początku VI wieku w Babilonii, w jesziwach chawrutycznych, działających w miastach: Nehardea, Pumbedita i Sura. Gemara Babilońska jest zwięzła i znalazły się w niej szeroko dyskutowane przez Żydów problemy dotyczące zasad prawa – Halacha, obejmujące Palestynę.

## Gramatyka
| Język aramejski judeobabiloński (Koniugacja-Binjan) | Język hebrajski (Koniugacja-Binjan) | Język aramejski judeobabiloński | Język hebrajski | Język aramejski judeobabiloński | Zjawisko          |
| פְּעַל Pe'al (łac.:activum)                            | קַל Kal/Pa'al                        | כְּתַב                             | כָּתַב             | k'taw                           | pisał             |
| אִתְפְּעֵל itpe'el (łac.:Passivum)                       | נִפְעַל Nifal                          | אִתְכְּתֵיב                          | נִכְּתַב            | itktew                          | było napisane     |
| אַפְעֵל Af'el (łac.:verbum causativum)                 | הִפְעִיל Hifil                         | אַפְקֵד                            | הִפְקִיד           | afked                           | on zdeponowany    |
| אִתַפְעַל Ittaf'al (łac.:verbum causativum-Passivum)    | הָפְעַל Hofal                          | אִתַפְקַד                           | הָפְקַד            | itafkad                         | pozwolił depozytu |
| פַּעֵל Pa'el (łac.:verbum intensivum)                  | פִּעֵל Pi'el                           | קַדֵיש                            | קִדֵש             | kadesz                          | pobłogosławił     |
| אִתְפַּעַל Itpa'al (łac.:verbum intensivum-Passivum)     | נִתְפַּעַל Nitpa'al                      | וְיִתְקַדַּשׁ                          | נִתְקַדַּשׁ           | itkadasz                        | był błogosławiony |

## Idiom
| Zjawisko                     | Język hebrajski                             | Język aramejski judeobabiloński    |
| ---------------------------- | ------------------------------------------- | ---------------------------------- |
| "stać"                       | קום (kum)                                   | קָא (ka)                            |
| "zrobić"                     | עוֹשֶׂה (ose)                                  | קא עָבִיד (ka awid)                  |
| "odnoszą się do/odpowiednio" | עוֹמֵד (omed)                                 | קָאֵים (ka'em)                       |
| "tradycja"                   | שָׁנוּ חֲכָמִים (szanu hahamim)                   | תָּנוּ רַבָּנָן (tannu rabbanan)          |
| "interpretacja"              | מָה מַשְׁמִיעַ לָנּוּ (ma maszma lanu)               | מַאי קָא מַשְׁמַע לַן (mai ka maszma lan) |
| "opinia"                     | מָה הוּא אוֹמֵר (ma hu omer)                    | מַאי קָאָמַר (mai ka'amar)             |
| "przypisy"                   | מִנַּיִין המִילִּים האֵלֶּה (minajin ha-milim ha-ele) | מְנָא הָנֵי מִילֵּי (mena hane mileji)    |

## Rzeczownik
| Język aramejski judeobabiloński  | Język hebrajski                       | Zjawisko    |
| -------------------------------- | ------------------------------------- | ----------- |
| מַלְכָּא (malk-a)                    | המֶלֶךְ (ha-melekh)                      | król        |
| עָלְמָא (alm-a)                     | העוֹלָם (ha-olam)                       | świat       |
| מְדִינְתָא (medin-ta)                | המְדִינָה (ha-medina)                    | państwo     |
| מְנָא הָא מִילְּתָא דְּאָמְרִי אֱנָשֵׁי (mil-ta) | מִנַּיִין מִלָּה זֹאת שֶׁאוֹמְרִים אֲנָשִׁים (ha-mila) | wyraz/rzecz |

| Język aramejski judeobabiloński     | Język hebrajski              | Zjawisko      |
| ----------------------------------- | ---------------------------- | ------------- |
| מַלְכֵי (malkheji)/ מַלְכַיָּא (malkh-ajia) | המְלָכִים (ha-melakhim)         | królowie      |
| עָלְמֵי (almeji)/ עָלְמַיָּא (alm-ajia)     | העוֹלָמים (ha-olamim)          | światy        |
| מְנָא הָנֵי מִילֵּי (mil-eji)              | מִנַּיִין המִילִּים האֵלֶּה (ha-milim) | wyrazy/rzeczy |